# PayU
PayU is een in Nederland gevestigde betaaldienstverlener voor online handelaren. Het bedrijf is opgericht in 2002, en heeft zijn hoofdkantoor in Hoofddorp. Het stelt online bedrijven in staat om betalingen te accepteren en te verwerken via betaalmethoden die geïntegreerd kunnen worden met web- en mobiele applicaties. Het bedrijf is eigendom van de Naspers Group.

## Geschiedenis
PayU is het resultaat van meerdere betaalgateways in verschillende regio's van de wereld die zijn overgenomen en ondergebracht in de PayU-groep. In 2014 begonnen alle online betaalbedrijven die onderdeel waren van Naspers onder het PayU-merk te opereren.
In 2022 ontsloeg het bedrijf ongeveer 150 werknemers, ongeveer 6% van het personeelsbestand.
In 2023 verkocht PayU zijn wereldwijde betaalactiviteiten, behalve die in zijn kernmarkten India, Zuidoost-Azië en Turkije, aan Rapyd voor $ 610 miljoen.

## Investeringen en overnames
- Zooz overgenomen, een Israëlische startup die een API biedt aan winkeliers.[9]
- Overname van de Indiase aanbieder van betaaldiensten Citrus Pay in september 2016 voor $130M.[10]
- Investering van €110M in Duits fintech bedrijf Kreditech, dat machine-learning-based underwriting biedt.[11]
- PayU leidde een financieringsronde van $115M van het in Seattle gevestigde Remitly, een remittancebedrijf.[12]
- Investering van $3,7M in ZestMoney, een aanbieder van consumentenfinanciering voor online aankopen.[13]
- Investeerde $5,3M in Indiase fintech startup PaySense in mei 2017.[14]
- 2019, nam het in de VS gevestigde digitale financiële beveiligingsbedrijf Wibmo over voor $70M.[15]
- 2019, nam het Turkse digitale betalingsbedrijf Iyzico over voor $165M.[16]
- 2020, Indiase fintech startup PaySense overgenomen voor $185M.[17]
- 2022, in Mumbai gevestigde online betalingsgateway BillDesk overgenomen voor §4,7M.[18][19]